# Szent Péter és Pál apostolok fatemplom (Szamosőrmező)
A Szent Péter és Pál apostolok fatemplom műemlékké nyilvánított épület Romániában, Szilágy megyében. A romániai műemlékek jegyzékében az  SJ-II-m-B-05140 sorszámon szerepel.